# Ramón Gil Navarro
Ramón Gil Navarro (San Fernando del Valle de Catamarca, enero de 1828 - Buenos Aires, julio de 1883) fue un periodista y político argentino, de destacada y extensa trayectoria durante el proceso conocido como Organización Nacional, posterior a la sanción de la Constitución Argentina de 1853.
Fue Diputado de la Nación Argentina por Catamarca y La Rioja en Paraná (provincia de Entre Ríos) cuando fue Capital Provisional de la Confederación Argentina, y luego por Córdoba, cuando el Congreso Nacional Argentino ya funcionaba en Buenos Aires.

## Biografía
Se educó en el colegio franciscano de su ciudad natal, donde hizo estudios muy avanzados, y fue compañero y amigo de Mamerto Esquiú. Emigró en 1845 a Chile con su padre, perseguido por el gobernador Santos Nieva y Castilla.
En abril de 1850 viajó con su hermano Samuel a California, a buscar oro. Pero se dedicó con éxito a otros negocios, regresando en agosto de 1852, con un buque de su propiedad cargado de maderas para vender en el norte de Chile.
Se unió a los exiliados argentinos instalados en Copiapó y Valparaíso, muchos de los cuales no habían regresado después de la batalla de Caseros, y escribió en varios periódicos y diarios de ese país, incluso El Mercurio. En Chile publicó sus libros Los chilenos en California, El padre Esquiú, Iglesia y política y La provincia de Catamarca y la portentosa riqueza de sus minas.
En 1855 regresó a Catamarca, para ser enviado poco después a Paraná, como diputado nacional. Fue amigo del presidente Justo José de  Urquiza y de su ministro Santiago Derqui, y ese mismo año fue enviado como mediador oficial entre La Rioja, Catamarca y San Juan.
Desde abril de 1857 fue ministro de Gobierno y Hacienda del gobernador riojano Manuel Vicente Bustos. Al estallar la revolución de marzo de 1860, defendió al gobernador ante el gobierno nacional, y logró que el coronel Carlos Ángel fuera dado de baja. Pero el interventor nacional, general Ángel Vicente Peñaloza, defendió a Ángel y se hizo amigo de Navarro.
Ese año se mudó a Córdoba, donde se casó y formó su hogar.
Al ser invadida su provincia natal después de la batalla de Pavón, defendió la causa del partido federal, cuyo caudillo era "Chacho" Peñaloza, en la prensa cordobesa. Fue perseguido, y los diarios en que publicaba sus artículos fueron cerrados. En viaje a La Rioja, después del convenio entre los porteños y Chacho, se encontró con el coronel José Miguel Arredondo, a quien acusó por los crímenes que había cometido en su campaña de La Rioja: terminó preso en la cárcel de un pequeño pueblo, donde pasó muchos meses sin juicio. Más tarde defendió también a Chacho en su segunda campaña, y a los federales de Córdoba.
En 1863 se trasladó a Rosario, donde escribió un folleto acusatorio contra la política del fallecido dictador paraguayo Gaspar Rodríguez de Francia, con el que tocaba de paso al presidente Francisco Solano López. Se dedicó al periodismo durante varios años en Córdoba, y en septiembre de 1867 fundó El Progreso, periódico en que defendió al partido federal cordobés, recientemente derrocado. El diario era subsidiado por el general Urquiza. Una noche de mayo de 1868, un grupo de sicarios del partido de Bartolomé Mitre destruyó la imprenta y lastimó gravemente a Navarro. Desde entonces, apoyó la candidatura a la presidencia de Domingo Faustino Sarmiento, de quien se hizo amigo, a pesar de tratarse del mentor del asesinato de Chacho Peñaloza.
En 1870 fue diputado nacional por La Rioja, y se unió al partido autonomista. Fue diputado y senador provincial por ese partido a la legislatura cordobesa. Regresó al congreso como diputado por Córdoba en 1878.
Publicó un importante aporte al establecimiento de los límites de Córdoba con las demás provincias, y asesoró al gobernador Antonio del Viso en el arbitraje por el conflicto de límites entre Santiago del Estero y Catamarca, decidiéndose por la línea que siguió existiendo hasta fines del siglo XX, que coincidía con los rieles del Ferrocarril de Córdoba a Tucumán.
Fue uno de los sostenedores de la política del futuro presidente Miguel Juárez Celman y de la candidatura de Julio Argentino Roca en la provincia de Córdoba. En 1882 fue elegido senador nacional por Córdoba.
Falleció en Buenos Aires en julio de 1883. Era el hermano del empresario y cronista Mardoqueo Navarro.